# Parthenocarp

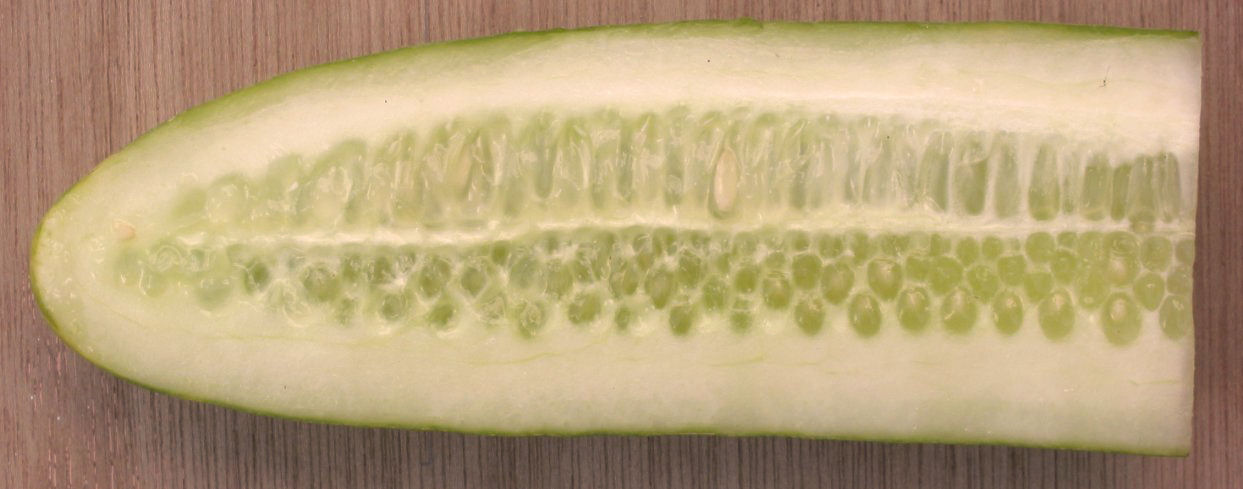
Lengtedoorsnede rijpe, parthenocarpe komkommer

Parthenocarp is in de botanie en de tuinbouw de benaming voor fruit dat zich ontwikkelt zonder dat er bevruchting heeft plaatsgevonden, het fruit is daarom zaadloos.
Parthenogenese komt soms als mutatie voor in de natuur, wat een gebrek is, omdat de plant zich niet langer generatief kan voortplanten.
"Parthenocarp" betekent letterlijk maagdelijk fruit; Het woord is afgeleid van het Griekse parthenos wat maagd betekent.
In de tuinbouw worden sommige planten zodanig veredeld dat ze parthenocarp worden. Er hoeft dan niet voor bestuiving gezorgd te worden en de vruchten bevatten geen of weinig zaden, wat een voordeel is voor verdere verwerking. Voorbeelden zijn augurken, komkommers, druiven, vijgen en bananen. Bij sommige geïmporteerde gewassen is de natuurlijke bestuiver niet mee geïmporteerd en wordt om die reden een parthenocarp ras geteeld.